# Songthela heyangensis
Songthela heyangensis är en spindelart som först beskrevs av Zhu och Wang 1984.  Songthela heyangensis ingår i släktet Songthela och familjen ledspindlar. Inga underarter finns listade i Catalogue of Life.